# Spaans Hof (Mespelare)

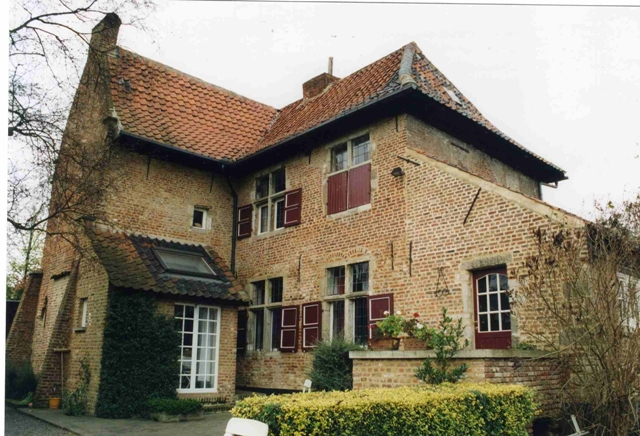
Spaans Hof

Het Spaans Hof is een historisch bouwwerk in de tot de Oost-Vlaamse gemeente Dendermonde behorende plaats Mespelare, gelegen aan Mespelarestraat 104 en Singelweg 3.

## Geschiedenis
Het was Justus de Harduwijn, toenmalig pastoor te Mespelare, die aan de heer Jean Goubau het verzoek deed om relieken van Sint-Aldegondis uit Maubeuge naar Mespelare te brengen. Dit geschiedde in 1634. De aanwezigheid van deze relieken versterkte de reeds aanwezige bedevaart.
In 1643 werd een gebouw gesticht ten behoeve van de pelgrims die er een verblijf geboden werd. Vanaf 1679 werd het een kosterswoning. In 1764 werd het aangekocht door koster Andreas Vereecken, en diens familie bleef er geruime tijd wonen. De naam Spaans Hof heeft vermoedelijk betrekking op doortrekkende Spaanse soldaten die er logement vonden.
Uiteindelijk werd het Spaans Hof benut als boerderij, waartoe in de 19e en 20e eeuw enkele bedrijfsgebouwen verrezen die later weer werden gesloopt. In 1961-1962 werd het gebouw gerestaureerd.

## Gebouw

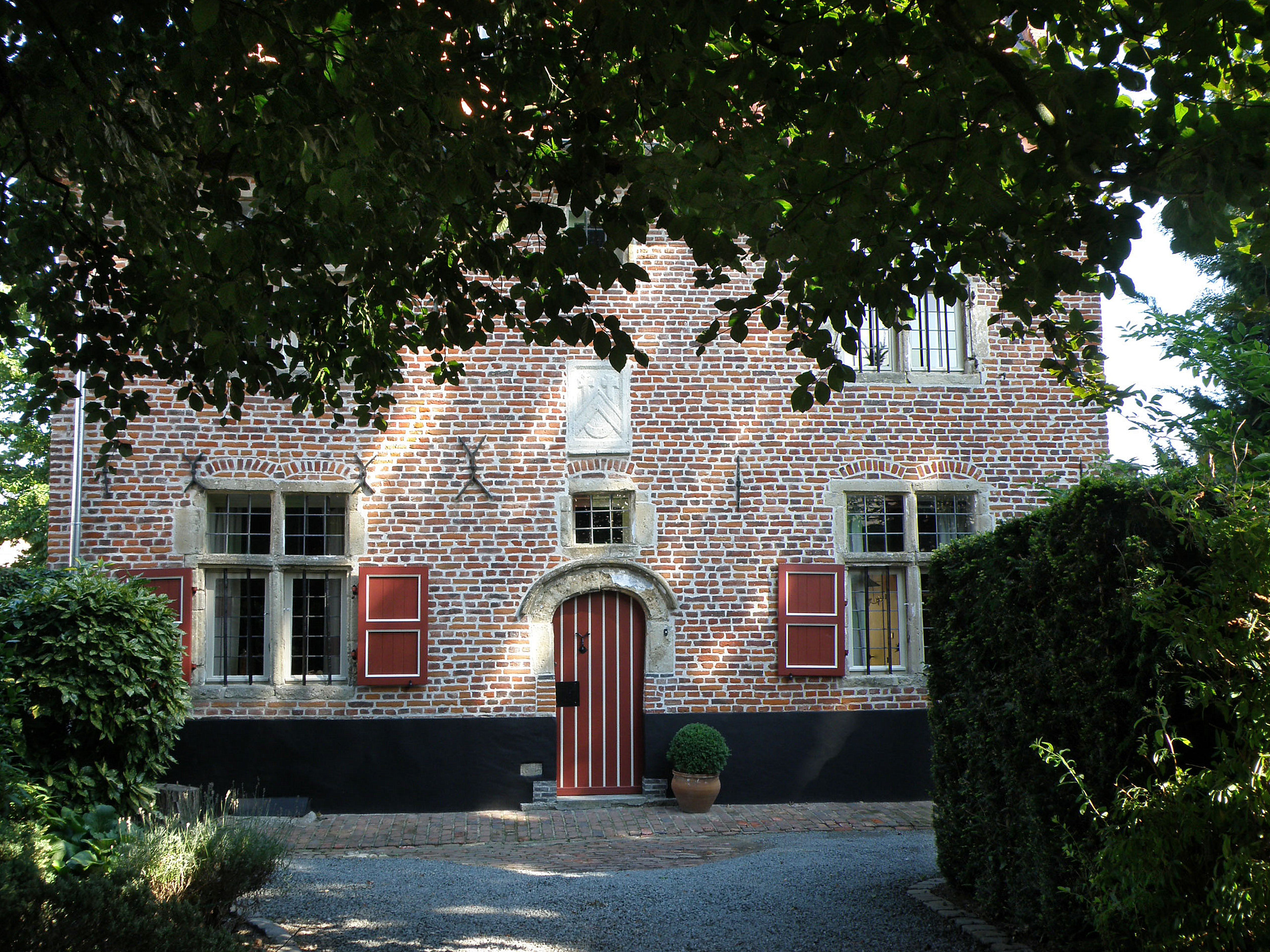
Lage korfboogdeur in de voorgevel.

Het betreft een L-vormig bakstenen gebouw. Van belang is een lage korfboogdeur. Het interieur bevat nog enkele originele balklagen en schouwen.